# Championnat d'Angleterre de football de deuxième division 1896-1897
Navigation
Édition précédente Édition suivante
La saison 1896-1897 est la cinquième saison du championnat d'Angleterre de football de deuxième division. Les deux premiers du championnat se retrouvent avec les deux derniers de First Division dans un mini championnat dans lequel les deux premiers obtiennent une place en première division.
Le Notts County remporte la compétition, le club termine également les test matches à la première place et est promu en première division. Le vice-champion, Newton Heath termine à la dernière place des test-matches et reste en deuxième division. Les meilleurs buteurs sont John Murphy et Tom Boucher avec 22 buts chacun pour Notts County.

## Compétition
La victoire est à deux points, un match nul vaut un point.

### Classement
| Rang | Équipe                 | Pts | J  | G  | N | P  | Bp | Bc | Diff |
| ---- | ---------------------- | --- | -- | -- | - | -- | -- | -- | ---- |
| 1    | Notts County           | 42  | 30 | 19 | 4 | 7  | 92 | 43 | +49  |
| 2    | Newton Heath           | 39  | 30 | 17 | 5 | 8  | 56 | 34 | +22  |
| 3    | Grimsby Town           | 38  | 30 | 17 | 4 | 9  | 66 | 45 | +21  |
| 4    | Small Heath R          | 37  | 30 | 16 | 5 | 9  | 69 | 47 | +22  |
| 5    | Newcastle United       | 35  | 30 | 17 | 1 | 12 | 56 | 52 | +4   |
| 6    | Manchester City        | 32  | 30 | 12 | 8 | 10 | 58 | 50 | +8   |
| 7    | Gainsborough Trinity P | 31  | 30 | 12 | 7 | 11 | 50 | 47 | +3   |
| 8    | Blackpool FC P         | 31  | 30 | 13 | 5 | 12 | 59 | 56 | +3   |
| 9    | Leicester Fosse        | 30  | 30 | 13 | 4 | 13 | 59 | 56 | +3   |
| 10   | Woolwich Arsenal       | 30  | 30 | 13 | 4 | 13 | 68 | 70 | -2   |
| 11   | Darwen FC              | 28  | 30 | 14 | 0 | 16 | 67 | 61 | +6   |
| 12   | Wallsall FC P          | 26  | 30 | 12 | 1 | 17 | 50 | 64 | -14  |
| 13   | Loughborough FC        | 25  | 30 | 12 | 1 | 17 | 50 | 64 | -14  |
| 14   | Burton Swifts          | 24  | 30 | 9  | 6 | 15 | 31 | 67 | -36  |
| 15   | Burton Wanderers       | 20  | 30 | 9  | 2 | 19 | 31 | 67 | -36  |
| 16   | Lincoln City           | 12  | 30 | 5  | 2 | 23 | 27 | 85 | -58  |

|  | Vainqueur de la deuxième division et matchs de barrage pour l'accession |
|  | Qualifié pour les matchs de barrage pour l'accession                    |
|  | Relégation                                                              |

- Parmi les trois derniers, seul Burton Wanderers n'obtient pas assez de voix pour rester en deuxième division.

### Test matches
Les deux derniers de la première division affrontent les deux premiers de la deuxième division. Les équipes d'une même division ne se rencontrent pas, les deux premiers du classement obtiennent une place en première division.
| Rang | Équipe       | Pts | J | G | N | P | Bp | Bc | Diff |
| ---- | ------------ | --- | - | - | - | - | -- | -- | ---- |
| 1    | Notts County | 6   | 4 | 2 | 2 | 0 | 3  | 1  | +2   |
| 2    | Sunderland   | 4   | 4 | 1 | 2 | 1 | 3  | 2  | +1   |
| 3    | Burnley      | 3   | 4 | 1 | 1 | 2 | 3  | 4  | -1   |
| 4    | Newton Heath | 3   | 4 | 1 | 1 | 2 | 3  | 5  | -2   |

- Notts County - Sunderland 1-0
- Burnley - Newton Heath 2-0
- Sunderland - Notts County 0-0
- Newton Heath - Burnley 2-0
- Newton Heath - Sunderland 1-1
- Burnley - Notts County 0-1
- Sunderland - Newton Heath 2-0
- Notts County - Burnley 1-1